# 에드가르도 도나토

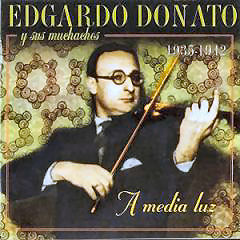

에드가르도 도나토(Edgardo Donato, 1897년 4월 14일 ~ 1963년 2월 15일)는 지휘자·바이올린 주자·작곡가이다. 도나토는 부에노스아이레스시의 피에도라스가(街)에서 태어나 어릴 적부터 양친과 함께 우루과이로 이주하였다. 프란츠 리스트 음악원에서 바이올린을 배운 뒤 14세 때 프로가 되었다. 귀국 후에는 로베르토 세리지오와 사귀어 '도나토 세리지오'라는 악단을 조직, 일약 유명해졌다. 훗날 세리지오와 헤어져 자기 악단을 조직, 1930년대에는 산뜻하고 서민적인 연주로 인기를 굳혔다. 1950년부터는 연주 스타일을 바꿔 더욱 유명해졌으며 <희미한 빛>, <엘 우라칸>, <프리안> 등의 걸작이 많이 알려져 있다.